# Paris–Nice 2023
Paris–Nice 2023 var den 81:a upplagan av det franska etapploppet Paris–Nice. Cykelloppet kördes mellan den 5 och 12 mars 2023 med start i La Verrière och målgång i Nice. Loppet var en del av UCI World Tour 2023 och vanns av slovenska Tadej Pogačar från cykelstallet UAE Team Emirates.

## Deltagande lag
| WorldTeams (18)- AG2R Citroën Team - Alpecin-Deceuninck - Astana Qazaqstan Team - Bora-Hansgrohe - EF Education-EasyPost - Groupama-FDJ - Ineos Grenadiers - Intermarché-Circus-Wanty - Jumbo-Visma - Movistar Team - Soudal Quick-Step - Arkéa-Samsic - Bahrain Victorious - Cofidis - Team DSM - Team Jayco AlUla - Trek-Segafredo - UAE Team Emirates ProTeams (4)- Lotto Dstny - TotalEnergies - Israel-Premier Tech - Uno-X Pro Cycling Team |
| |

## Etapper
| Etapp | Datum  | Start – mål                                            | type          | Distans (km) | Höjdskillnad (m) | Etappvinnare     | Totalledare   |
| ----- | ------ | ------------------------------------------------------ | ------------- | ------------ | ---------------- | ---------------- | ------------- |
| 1     | 5 mar  | La Verrière – La Verrière                              |               | 169,4        | 1 405 m          | Tim Merlier      | Tim Merlier   |
| 2     | 6 mar  | Bazainville – Fontainebleau                            | Flack etapp   | 163,7        | 815 m            | Mads Pedersen    | Mads Pedersen |
| 3     | 7 mar  | Dampierre-en-Burly – Dampierre-en-Burly                | Lagtempoetapp | 32,2         | 146 m            | Jumbo-Visma      | Magnus Cort   |
| 4     | 8 mar  | Saint-Amand-Montrond – La Loge des Gardes              | Kuperat       | 164,7        | 2 470 m          | Tadej Pogačar    | Tadej Pogačar |
| 5     | 9 mar  | Saint-Symphorien-sur-Coise – Saint-Paul-Trois-Châteaux |               | 212,4        | 1 958 m          | Olav Kooij       | Tadej Pogačar |
| 6     | 10 mar | Tourves – La Colle-sur-Loup                            |               | 197,4        | 1 216 m          | etappen inställd | Tadej Pogačar |
| 7     | 11 mar | Nice – Col de la Couillole                             | Bergsetapp    | 142,9        | 3 554 m          | Tadej Pogačar    | Tadej Pogačar |
| 8     | 12 mar | Nice – Nice                                            | Bergsetapp    | 118,4        | 2 465 m          | Tadej Pogačar    | Tadej Pogačar |

### 1:a etappen
| La Verrière - La Verrière |  | (169,4 km) |

| \| Placeringar i etappen \| Placeringar i etappen \| Placeringar i etappen \| Placeringar i etappen \| Placeringar i etappen \| \| Cyklist \| Cyklist \| Lag \| Tid \| \| \| --------------------- \| --------------------- \| --------------------- \| --------------------- \| --------------------- \| \| 1. \| Tim Merlier \| Soudal Quick-Step \| 3t 50' 52" \| \| \| 2. \| Sam Bennett \| Bora-Hansgrohe \| + 0" \| \| \| 3. \| Mads Pedersen \| Trek-Segafredo \| + 0" \| \| \| 4. \| Olav Kooij \| Jumbo-Visma \| + 0" \| \| \| 5. \| Arnaud De Lie \| Lotto Dstny \| + 0" \| \| \| 6. \| Michael Matthews \| Team Jayco AlUla \| + 0" \| \| \| 7. \| Bryan Coquard \| Cofidis \| + 0" \| \| \| 8. \| Iván García Cortina \| Movistar Team \| + 0" \| \| \| 9. \| Kaden Groves \| Alpecin-Deceuninck \| + 0" \| \| \| 10. \| Arnaud Démare \| Groupama-FDJ \| + 0" \| \| |                     |                    |            |
| |                     |                    |            |
| Källa: ProCyclingStats |                     |                    |            |
| Placeringar i etappen |                     |                    |            |
| Cyklist | Cyklist             | Lag                | Tid        |
| 1. | Tim Merlier         | Soudal Quick-Step  | 3t 50' 52" |
| 2. | Sam Bennett         | Bora-Hansgrohe     | + 0"       |
| 3. | Mads Pedersen       | Trek-Segafredo     | + 0"       |
| 4. | Olav Kooij          | Jumbo-Visma        | + 0"       |
| 5. | Arnaud De Lie       | Lotto Dstny        | + 0"       |
| 6. | Michael Matthews    | Team Jayco AlUla   | + 0"       |
| 7. | Bryan Coquard       | Cofidis            | + 0"       |
| 8. | Iván García Cortina | Movistar Team      | + 0"       |
| 9. | Kaden Groves        | Alpecin-Deceuninck | + 0"       |
| 10. | Arnaud Démare       | Groupama-FDJ       | + 0"       |

| \| Totaltävlingen \| Totaltävlingen \| Totaltävlingen \| Totaltävlingen \| Totaltävlingen \| \| Cyklist \| Cyklist \| Lag \| Tid \| \| \| -------------- \| ------------------- \| ----------------- \| -------------- \| -------------- \| \| 1. \| Tim Merlier \| Soudal Quick-Step \| 3t 50' 52" \| \| \| 2. \| Sam Bennett \| Bora-Hansgrohe \| + 4" \| \| \| 3. \| Tadej Pogačar \| UAE Team Emirates \| + 4" \| \| \| 4. \| Mads Pedersen \| Trek-Segafredo \| + 6" \| \| \| 5. \| Pierre-Roger Latour \| TotalEnergies \| + 6" \| \| \| 6. \| Dorian Godon \| AG2R Citroën Team \| + 8" \| \| \| 7. \| Olav Kooij \| Jumbo-Visma \| + 10" \| \| \| 8. \| Arnaud De Lie \| Lotto Dstny \| + 10" \| \| \| 9. \| Michael Matthews \| Team Jayco AlUla \| + 10" \| \| \| 10. \| Bryan Coquard \| Cofidis \| + 10" \| \| |                     |                   |            |
| |                     |                   |            |
| Källa: ProCyclingStats |                     |                   |            |
| Totaltävlingen |                     |                   |            |
| Cyklist | Cyklist             | Lag               | Tid        |
| 1. | Tim Merlier         | Soudal Quick-Step | 3t 50' 52" |
| 2. | Sam Bennett         | Bora-Hansgrohe    | + 4"       |
| 3. | Tadej Pogačar       | UAE Team Emirates | + 4"       |
| 4. | Mads Pedersen       | Trek-Segafredo    | + 6"       |
| 5. | Pierre-Roger Latour | TotalEnergies     | + 6"       |
| 6. | Dorian Godon        | AG2R Citroën Team | + 8"       |
| 7. | Olav Kooij          | Jumbo-Visma       | + 10"      |
| 8. | Arnaud De Lie       | Lotto Dstny       | + 10"      |
| 9. | Michael Matthews    | Team Jayco AlUla  | + 10"      |
| 10. | Bryan Coquard       | Cofidis           | + 10"      |

### 2:a etappen
| Bazainville - Fontainebleau | Flack etapp | (163,7 km) |

| \| Placeringar i etappen \| Placeringar i etappen \| Placeringar i etappen \| Placeringar i etappen \| Placeringar i etappen \| \| Cyklist \| Cyklist \| Lag \| Tid \| \| \| --------------------- \| --------------------- \| --------------------- \| --------------------- \| --------------------- \| \| 1. \| Mads Pedersen \| Trek-Segafredo \| 3t 28' 57" \| \| \| 2. \| Olav Kooij \| Jumbo-Visma \| + 0" \| \| \| 3. \| Magnus Cort \| EF Education-EasyPost \| + 0" \| \| \| 4. \| Daniel McLay \| Arkéa-Samsic \| + 0" \| \| \| 5. \| Lionel Taminiaux \| Alpecin-Deceuninck \| + 0" \| \| \| 6. \| Michael Matthews \| Team Jayco AlUla \| + 0" \| \| \| 7. \| Marijn van den Berg \| EF Education-EasyPost \| + 0" \| \| \| 8. \| Cees Bol \| Astana Qazaqstan Team \| + 0" \| \| \| 9. \| Alexis Renard \| Cofidis \| + 0" \| \| \| 10. \| Arnaud Démare \| Groupama-FDJ \| + 0" \| \| |                     |                       |            |
| |                     |                       |            |
| Källa: ProCyclingStats |                     |                       |            |
| Placeringar i etappen |                     |                       |            |
| Cyklist | Cyklist             | Lag                   | Tid        |
| 1. | Mads Pedersen       | Trek-Segafredo        | 3t 28' 57" |
| 2. | Olav Kooij          | Jumbo-Visma           | + 0"       |
| 3. | Magnus Cort         | EF Education-EasyPost | + 0"       |
| 4. | Daniel McLay        | Arkéa-Samsic          | + 0"       |
| 5. | Lionel Taminiaux    | Alpecin-Deceuninck    | + 0"       |
| 6. | Michael Matthews    | Team Jayco AlUla      | + 0"       |
| 7. | Marijn van den Berg | EF Education-EasyPost | + 0"       |
| 8. | Cees Bol            | Astana Qazaqstan Team | + 0"       |
| 9. | Alexis Renard       | Cofidis               | + 0"       |
| 10. | Arnaud Démare       | Groupama-FDJ          | + 0"       |

| \| Totaltävlingen \| Totaltävlingen \| Totaltävlingen \| Totaltävlingen \| Totaltävlingen \| \| Cyklist \| Cyklist \| Lag \| Tid \| \| \| -------------- \| -------------------- \| --------------------- \| -------------- \| -------------- \| \| 1. \| Mads Pedersen \| Trek-Segafredo \| 7t 19' 35" \| \| \| 2. \| Tadej Pogačar \| UAE Team Emirates \| + 2" \| \| \| 3. \| Tim Merlier \| Soudal Quick-Step \| + 4" \| \| \| 4. \| Olav Kooij \| Jumbo-Visma \| + 8" \| \| \| 5. \| Sam Bennett \| Bora-Hansgrohe \| + 8" \| \| \| 6. \| Michael Matthews \| Team Jayco AlUla \| + 10" \| \| \| 7. \| Magnus Cort \| EF Education-EasyPost \| + 10" \| \| \| 8. \| Pierre-Roger Latour \| TotalEnergies \| + 10" \| \| \| 9. \| Dorian Godon \| AG2R Citroën Team \| + 12" \| \| \| 10. \| Nathan Van Hooydonck \| Jumbo-Visma \| + 12" \| \| |                      |                       |            |
| |                      |                       |            |
| Källa: ProCyclingStats |                      |                       |            |
| Totaltävlingen |                      |                       |            |
| Cyklist | Cyklist              | Lag                   | Tid        |
| 1. | Mads Pedersen        | Trek-Segafredo        | 7t 19' 35" |
| 2. | Tadej Pogačar        | UAE Team Emirates     | + 2"       |
| 3. | Tim Merlier          | Soudal Quick-Step     | + 4"       |
| 4. | Olav Kooij           | Jumbo-Visma           | + 8"       |
| 5. | Sam Bennett          | Bora-Hansgrohe        | + 8"       |
| 6. | Michael Matthews     | Team Jayco AlUla      | + 10"      |
| 7. | Magnus Cort          | EF Education-EasyPost | + 10"      |
| 8. | Pierre-Roger Latour  | TotalEnergies         | + 10"      |
| 9. | Dorian Godon         | AG2R Citroën Team     | + 12"      |
| 10. | Nathan Van Hooydonck | Jumbo-Visma           | + 12"      |

### 3:e etappen
| Dampierre-en-Burly - Dampierre-en-Burly | Lagtempoetapp | (32,2 km) |

| \| Placeringar i etappen \| Placeringar i etappen \| Placeringar i etappen \| Placeringar i etappen \| Placeringar i etappen \| Placeringar i etappen \| \| Lag \| Lag \| Tid \| Tidsskillnad \| Hastighet \| \| \| --------------------- \| --------------------- \| --------------------- \| --------------------- \| --------------------- \| --------------------- \| \| 1. \| Jumbo-Visma \| 33' 55" \| \| 56.963 km/t \| \| \| 2. \| EF Education-EasyPost \| 33' 56" \| + 1" \| 56.935 km/t \| \| \| 3. \| Team Jayco AlUla \| 33' 59" \| + 4" \| 56.851 km/t \| \| \| 4. \| Groupama-FDJ \| 34' 09" \| + 14" \| 56.574 km/t \| \| \| 5. \| UAE Team Emirates \| 34' 18" \| + 23" \| 56.327 km/t \| \| \| 6. \| Bora-Hansgrohe \| 34' 20" \| + 25" \| 56.272 km/t \| \| \| 7. \| Soudal Quick-Step \| 34' 34" \| + 39" \| 55.892 km/t \| \| \| 8. \| Trek-Segafredo \| 34' 40" \| + 45" \| 55.731 km/t \| \| \| 9. \| Bahrain Victorious \| 34' 42" \| + 47" \| 55.677 km/t \| \| \| 10. \| Ineos Grenadiers \| 34' 43" \| + 48" \| 55.651 km/t \| \| |                       |         |              |             |
| |                       |         |              |             |
| Källa: ProCyclingStats |                       |         |              |             |
| Placeringar i etappen |                       |         |              |             |
| Lag | Lag                   | Tid     | Tidsskillnad | Hastighet   |
| 1. | Jumbo-Visma           | 33' 55" |              | 56.963 km/t |
| 2. | EF Education-EasyPost | 33' 56" | + 1"         | 56.935 km/t |
| 3. | Team Jayco AlUla      | 33' 59" | + 4"         | 56.851 km/t |
| 4. | Groupama-FDJ          | 34' 09" | + 14"        | 56.574 km/t |
| 5. | UAE Team Emirates     | 34' 18" | + 23"        | 56.327 km/t |
| 6. | Bora-Hansgrohe        | 34' 20" | + 25"        | 56.272 km/t |
| 7. | Soudal Quick-Step     | 34' 34" | + 39"        | 55.892 km/t |
| 8. | Trek-Segafredo        | 34' 40" | + 45"        | 55.731 km/t |
| 9. | Bahrain Victorious    | 34' 42" | + 47"        | 55.677 km/t |
| 10. | Ineos Grenadiers      | 34' 43" | + 48"        | 55.651 km/t |

| \| Totaltävlingen \| Totaltävlingen \| Totaltävlingen \| Totaltävlingen \| Totaltävlingen \| \| Cyklist \| Cyklist \| Lag \| Tid \| \| \| -------------- \| -------------------- \| --------------------- \| -------------- \| -------------- \| \| 1. \| Magnus Cort \| EF Education-EasyPost \| \| \| \| 2. \| Nathan Van Hooydonck \| Jumbo-Visma \| + 1" \| \| \| 3. \| Michael Matthews \| Team Jayco AlUla \| + 3" \| \| \| 4. \| Jan Tratnik \| Jumbo-Visma \| + 3" \| \| \| 5. \| Jonas Vingegaard \| Jumbo-Visma \| + 3" \| \| \| 6. \| Simon Yates \| Team Jayco AlUla \| + 7" \| \| \| 7. \| Neilson Powless \| EF Education-EasyPost \| + 8" \| \| \| 8. \| Tobias Foss \| Jumbo-Visma \| + 8" \| \| \| 9. \| Kelland O'Brien \| Team Jayco AlUla \| + 11" \| \| \| 10. \| Tadej Pogačar \| UAE Team Emirates \| + 14" \| \| |                      |                       |       |
| |                      |                       |       |
| Källa: ProCyclingStats |                      |                       |       |
| Totaltävlingen |                      |                       |       |
| Cyklist | Cyklist              | Lag                   | Tid   |
| 1. | Magnus Cort          | EF Education-EasyPost |       |
| 2. | Nathan Van Hooydonck | Jumbo-Visma           | + 1"  |
| 3. | Michael Matthews     | Team Jayco AlUla      | + 3"  |
| 4. | Jan Tratnik          | Jumbo-Visma           | + 3"  |
| 5. | Jonas Vingegaard     | Jumbo-Visma           | + 3"  |
| 6. | Simon Yates          | Team Jayco AlUla      | + 7"  |
| 7. | Neilson Powless      | EF Education-EasyPost | + 8"  |
| 8. | Tobias Foss          | Jumbo-Visma           | + 8"  |
| 9. | Kelland O'Brien      | Team Jayco AlUla      | + 11" |
| 10. | Tadej Pogačar        | UAE Team Emirates     | + 14" |

### 4:e etappen
| Saint-Amand-Montrond - La Loge des Gardes | Kuperat | (164,7 km) |

| \| Placeringar i etappen \| Placeringar i etappen \| Placeringar i etappen \| Placeringar i etappen \| Placeringar i etappen \| \| Cyklist \| Cyklist \| Lag \| Tid \| \| \| --------------------- \| ---------------------- \| --------------------- \| --------------------- \| --------------------- \| \| 1. \| Tadej Pogačar \| UAE Team Emirates \| 4t 01' 17" \| \| \| 2. \| David Gaudu \| Groupama-FDJ \| + 1" \| \| \| 3. \| Gino Mäder \| Bahrain Victorious \| + 34" \| \| \| 4. \| Aurélien Paret-Peintre \| AG2R Citroën Team \| + 42" \| \| \| 5. \| Kévin Vauquelin \| Arkéa-Samsic \| + 43" \| \| \| 6. \| Jonas Vingegaard \| Jumbo-Visma \| + 43" \| \| \| 7. \| Romain Bardet \| Team DSM \| + 51" \| \| \| 8. \| Daniel Martínez \| Ineos Grenadiers \| + 51" \| \| \| 9. \| Simon Yates \| Team Jayco AlUla \| + 51" \| \| \| 10. \| Matteo Jorgenson \| Movistar Team \| + 51" \| \| |                        |                    |            |
| |                        |                    |            |
| Källa: ProCyclingStats |                        |                    |            |
| Placeringar i etappen |                        |                    |            |
| Cyklist | Cyklist                | Lag                | Tid        |
| 1. | Tadej Pogačar          | UAE Team Emirates  | 4t 01' 17" |
| 2. | David Gaudu            | Groupama-FDJ       | + 1"       |
| 3. | Gino Mäder             | Bahrain Victorious | + 34"      |
| 4. | Aurélien Paret-Peintre | AG2R Citroën Team  | + 42"      |
| 5. | Kévin Vauquelin        | Arkéa-Samsic       | + 43"      |
| 6. | Jonas Vingegaard       | Jumbo-Visma        | + 43"      |
| 7. | Romain Bardet          | Team DSM           | + 51"      |
| 8. | Daniel Martínez        | Ineos Grenadiers   | + 51"      |
| 9. | Simon Yates            | Team Jayco AlUla   | + 51"      |
| 10. | Matteo Jorgenson       | Movistar Team      | + 51"      |

| \| Totaltävlingen \| Totaltävlingen \| Totaltävlingen \| Totaltävlingen \| Totaltävlingen \| \| Cyklist \| Cyklist \| Lag \| Tid \| \| \| -------------- \| ---------------- \| --------------------- \| -------------- \| -------------- \| \| 1. \| Tadej Pogačar \| UAE Team Emirates \| 11t 55' 00" \| \| \| 2. \| David Gaudu \| Groupama-FDJ \| + 10" \| \| \| 3. \| Jonas Vingegaard \| Jumbo-Visma \| + 44" \| \| \| 4. \| Simon Yates \| Team Jayco AlUla \| + 56" \| \| \| 5. \| Gino Mäder \| Bahrain Victorious \| + 1' 19" \| \| \| 6. \| Romain Bardet \| Team DSM \| + 1' 40" \| \| \| 7. \| Daniel Martínez \| Ineos Grenadiers \| + 1' 40" \| \| \| 8. \| Matteo Jorgenson \| Movistar Team \| + 1' 42" \| \| \| 9. \| Neilson Powless \| EF Education-EasyPost \| + 1' 44" \| \| \| 10. \| Matteo Sobrero \| Team Jayco AlUla \| + 1' 54" \| \| |                  |                       |             |
| |                  |                       |             |
| Källa: ProCyclingStats |                  |                       |             |
| Totaltävlingen |                  |                       |             |
| Cyklist | Cyklist          | Lag                   | Tid         |
| 1. | Tadej Pogačar    | UAE Team Emirates     | 11t 55' 00" |
| 2. | David Gaudu      | Groupama-FDJ          | + 10"       |
| 3. | Jonas Vingegaard | Jumbo-Visma           | + 44"       |
| 4. | Simon Yates      | Team Jayco AlUla      | + 56"       |
| 5. | Gino Mäder       | Bahrain Victorious    | + 1' 19"    |
| 6. | Romain Bardet    | Team DSM              | + 1' 40"    |
| 7. | Daniel Martínez  | Ineos Grenadiers      | + 1' 40"    |
| 8. | Matteo Jorgenson | Movistar Team         | + 1' 42"    |
| 9. | Neilson Powless  | EF Education-EasyPost | + 1' 44"    |
| 10. | Matteo Sobrero   | Team Jayco AlUla      | + 1' 54"    |

### 5:e etappen
| Saint-Symphorien-sur-Coise - Saint-Paul-Trois-Châteaux |  | (212,4 km) |

| \| Placeringar i etappen \| Placeringar i etappen \| Placeringar i etappen \| Placeringar i etappen \| Placeringar i etappen \| \| Cyklist \| Cyklist \| Lag \| Tid \| \| \| --------------------- \| --------------------- \| ------------------------ \| --------------------- \| --------------------- \| \| 1. \| Olav Kooij \| Jumbo-Visma \| 5t 19' 54" \| \| \| 2. \| Mads Pedersen \| Trek-Segafredo \| + 0" \| \| \| 3. \| Tim Merlier \| Soudal Quick-Step \| + 0" \| \| \| 4. \| Matteo Trentin \| UAE Team Emirates \| + 0" \| \| \| 5. \| Max Kanter \| Movistar Team \| + 0" \| \| \| 6. \| Bryan Coquard \| Cofidis \| + 0" \| \| \| 7. \| Sam Bennett \| Bora-Hansgrohe \| + 0" \| \| \| 8. \| Arne Marit \| Intermarché-Circus-Wanty \| + 0" \| \| \| 9. \| Hugo Page \| Intermarché-Circus-Wanty \| + 0" \| \| \| 10. \| Cees Bol \| Astana Qazaqstan Team \| + 0" \| \| |                |                          |            |
| |                |                          |            |
| Källa: ProCyclingStats |                |                          |            |
| Placeringar i etappen |                |                          |            |
| Cyklist | Cyklist        | Lag                      | Tid        |
| 1. | Olav Kooij     | Jumbo-Visma              | 5t 19' 54" |
| 2. | Mads Pedersen  | Trek-Segafredo           | + 0"       |
| 3. | Tim Merlier    | Soudal Quick-Step        | + 0"       |
| 4. | Matteo Trentin | UAE Team Emirates        | + 0"       |
| 5. | Max Kanter     | Movistar Team            | + 0"       |
| 6. | Bryan Coquard  | Cofidis                  | + 0"       |
| 7. | Sam Bennett    | Bora-Hansgrohe           | + 0"       |
| 8. | Arne Marit     | Intermarché-Circus-Wanty | + 0"       |
| 9. | Hugo Page      | Intermarché-Circus-Wanty | + 0"       |
| 10. | Cees Bol       | Astana Qazaqstan Team    | + 0"       |

| \| Totaltävlingen \| Totaltävlingen \| Totaltävlingen \| Totaltävlingen \| Totaltävlingen \| \| Cyklist \| Cyklist \| Lag \| Tid \| \| \| -------------- \| ---------------- \| --------------------- \| -------------- \| -------------- \| \| 1. \| Tadej Pogačar \| UAE Team Emirates \| 17t 14' 52" \| \| \| 2. \| David Gaudu \| Groupama-FDJ \| + 6" \| \| \| 3. \| Jonas Vingegaard \| Jumbo-Visma \| + 46" \| \| \| 4. \| Simon Yates \| Team Jayco AlUla \| + 58" \| \| \| 5. \| Gino Mäder \| Bahrain Victorious \| + 1' 21" \| \| \| 6. \| Romain Bardet \| Team DSM \| + 1' 42" \| \| \| 7. \| Daniel Martínez \| Ineos Grenadiers \| + 1' 42" \| \| \| 8. \| Matteo Jorgenson \| Movistar Team \| + 1' 44" \| \| \| 9. \| Neilson Powless \| EF Education-EasyPost \| + 1' 46" \| \| \| 10. \| Matteo Sobrero \| Team Jayco AlUla \| + 1' 56" \| \| |                  |                       |             |
| |                  |                       |             |
| Källa: ProCyclingStats |                  |                       |             |
| Totaltävlingen |                  |                       |             |
| Cyklist | Cyklist          | Lag                   | Tid         |
| 1. | Tadej Pogačar    | UAE Team Emirates     | 17t 14' 52" |
| 2. | David Gaudu      | Groupama-FDJ          | + 6"        |
| 3. | Jonas Vingegaard | Jumbo-Visma           | + 46"       |
| 4. | Simon Yates      | Team Jayco AlUla      | + 58"       |
| 5. | Gino Mäder       | Bahrain Victorious    | + 1' 21"    |
| 6. | Romain Bardet    | Team DSM              | + 1' 42"    |
| 7. | Daniel Martínez  | Ineos Grenadiers      | + 1' 42"    |
| 8. | Matteo Jorgenson | Movistar Team         | + 1' 44"    |
| 9. | Neilson Powless  | EF Education-EasyPost | + 1' 46"    |
| 10. | Matteo Sobrero   | Team Jayco AlUla      | + 1' 56"    |

### 6:e etappen
| Tourves - La Colle-sur-Loup |  | (197,4 km) |

Etapp 6 ställdes in på grund av de starka vindarna som blåste i regionen. Starten flyttades ursprungligen från Tourves till Fontaine d'Aragon, och sträckan på etappen sänktes från 224 km till 72,25 km innan den senare blev inställd.

### 7:e etappen
| Nice - Col de la Couillole | Bergsetapp | (142,9 km) |

| \| Placeringar i etappen \| Placeringar i etappen \| Placeringar i etappen \| Placeringar i etappen \| Placeringar i etappen \| \| Cyklist \| Cyklist \| Lag \| Tid \| \| \| --------------------- \| --------------------- \| --------------------- \| --------------------- \| --------------------- \| \| 1. \| Tadej Pogačar \| UAE Team Emirates \| 3t 56' 08" \| \| \| 2. \| David Gaudu \| Groupama-FDJ \| + 2" \| \| \| 3. \| Jonas Vingegaard \| Jumbo-Visma \| + 6" \| \| \| 4. \| Simon Yates \| Team Jayco AlUla \| + 19" \| \| \| 5. \| Neilson Powless \| EF Education-EasyPost \| + 24" \| \| \| 6. \| Gino Mäder \| Bahrain Victorious \| + 28" \| \| \| 7. \| Romain Bardet \| Team DSM \| + 30" \| \| \| 8. \| Pavel Sivakov \| Ineos Grenadiers \| + 38" \| \| \| 9. \| Matteo Jorgenson \| Movistar Team \| + 38" \| \| \| 10. \| Pierre-Roger Latour \| TotalEnergies \| + 53" \| \| |                     |                       |            |
| |                     |                       |            |
| Källa: ProCyclingStats |                     |                       |            |
| Placeringar i etappen |                     |                       |            |
| Cyklist | Cyklist             | Lag                   | Tid        |
| 1. | Tadej Pogačar       | UAE Team Emirates     | 3t 56' 08" |
| 2. | David Gaudu         | Groupama-FDJ          | + 2"       |
| 3. | Jonas Vingegaard    | Jumbo-Visma           | + 6"       |
| 4. | Simon Yates         | Team Jayco AlUla      | + 19"      |
| 5. | Neilson Powless     | EF Education-EasyPost | + 24"      |
| 6. | Gino Mäder          | Bahrain Victorious    | + 28"      |
| 7. | Romain Bardet       | Team DSM              | + 30"      |
| 8. | Pavel Sivakov       | Ineos Grenadiers      | + 38"      |
| 9. | Matteo Jorgenson    | Movistar Team         | + 38"      |
| 10. | Pierre-Roger Latour | TotalEnergies         | + 53"      |

| \| Totaltävlingen \| Totaltävlingen \| Totaltävlingen \| Totaltävlingen \| Totaltävlingen \| \| Cyklist \| Cyklist \| Lag \| Tid \| \| \| -------------- \| ------------------- \| --------------------- \| -------------- \| -------------- \| \| 1. \| Tadej Pogačar \| UAE Team Emirates \| 21t 10' 50" \| \| \| 2. \| David Gaudu \| Groupama-FDJ \| + 12" \| \| \| 3. \| Jonas Vingegaard \| Jumbo-Visma \| + 58" \| \| \| 4. \| Simon Yates \| Team Jayco AlUla \| + 1' 27" \| \| \| 5. \| Gino Mäder \| Bahrain Victorious \| + 1' 59" \| \| \| 6. \| Neilson Powless \| EF Education-EasyPost \| + 2' 20" \| \| \| 7. \| Romain Bardet \| Team DSM \| + 2' 22" \| \| \| 8. \| Matteo Jorgenson \| Movistar Team \| + 2' 32" \| \| \| 9. \| Pavel Sivakov \| Ineos Grenadiers \| + 3' 08" \| \| \| 10. \| Pierre-Roger Latour \| TotalEnergies \| + 3' 17" \| \| |                     |                       |             |
| |                     |                       |             |
| Källa: ProCyclingStats |                     |                       |             |
| Totaltävlingen |                     |                       |             |
| Cyklist | Cyklist             | Lag                   | Tid         |
| 1. | Tadej Pogačar       | UAE Team Emirates     | 21t 10' 50" |
| 2. | David Gaudu         | Groupama-FDJ          | + 12"       |
| 3. | Jonas Vingegaard    | Jumbo-Visma           | + 58"       |
| 4. | Simon Yates         | Team Jayco AlUla      | + 1' 27"    |
| 5. | Gino Mäder          | Bahrain Victorious    | + 1' 59"    |
| 6. | Neilson Powless     | EF Education-EasyPost | + 2' 20"    |
| 7. | Romain Bardet       | Team DSM              | + 2' 22"    |
| 8. | Matteo Jorgenson    | Movistar Team         | + 2' 32"    |
| 9. | Pavel Sivakov       | Ineos Grenadiers      | + 3' 08"    |
| 10. | Pierre-Roger Latour | TotalEnergies         | + 3' 17"    |

### 8:e etappen
| Nice - Nice | Bergsetapp | (118,4 km) |

| \| Placeringar i etappen \| Placeringar i etappen \| Placeringar i etappen \| Placeringar i etappen \| Placeringar i etappen \| \| Cyklist \| Cyklist \| Lag \| Tid \| \| \| --------------------- \| --------------------- \| --------------------- \| --------------------- \| --------------------- \| \| 1. \| Tadej Pogačar \| UAE Team Emirates \| 2t 51' 02" \| \| \| 2. \| Jonas Vingegaard \| Jumbo-Visma \| + 33" \| \| \| 3. \| David Gaudu \| Groupama-FDJ \| + 33" \| \| \| 4. \| Simon Yates \| Team Jayco AlUla \| + 33" \| \| \| 5. \| Matteo Jorgenson \| Movistar Team \| + 33" \| \| \| 6. \| Neilson Powless \| EF Education-EasyPost \| + 43" \| \| \| 7. \| Pavel Sivakov \| Ineos Grenadiers \| + 43" \| \| \| 8. \| Romain Bardet \| Team DSM \| + 43" \| \| \| 9. \| Jack Haig \| Bahrain Victorious \| + 43" \| \| \| 10. \| Gino Mäder \| Bahrain Victorious \| + 43" \| \| |                  |                       |            |
| |                  |                       |            |
| Källa: ProCyclingStats |                  |                       |            |
| Placeringar i etappen |                  |                       |            |
| Cyklist | Cyklist          | Lag                   | Tid        |
| 1. | Tadej Pogačar    | UAE Team Emirates     | 2t 51' 02" |
| 2. | Jonas Vingegaard | Jumbo-Visma           | + 33"      |
| 3. | David Gaudu      | Groupama-FDJ          | + 33"      |
| 4. | Simon Yates      | Team Jayco AlUla      | + 33"      |
| 5. | Matteo Jorgenson | Movistar Team         | + 33"      |
| 6. | Neilson Powless  | EF Education-EasyPost | + 43"      |
| 7. | Pavel Sivakov    | Ineos Grenadiers      | + 43"      |
| 8. | Romain Bardet    | Team DSM              | + 43"      |
| 9. | Jack Haig        | Bahrain Victorious    | + 43"      |
| 10. | Gino Mäder       | Bahrain Victorious    | + 43"      |

## Resultat

### Sammanlagt
| \| Totaltävlingen \| Totaltävlingen \| Totaltävlingen \| Totaltävlingen \| Totaltävlingen \| \| Cyklist \| Cyklist \| Lag \| Tid \| \| \| -------------- \| ---------------- \| --------------------- \| -------------- \| -------------- \| \| 1. \| Tadej Pogačar \| UAE Team Emirates \| 24t 01' 38" \| \| \| 2. \| David Gaudu \| Groupama-FDJ \| + 53" \| \| \| 3. \| Jonas Vingegaard \| Jumbo-Visma \| + 1' 39" \| \| \| 4. \| Simon Yates \| Team Jayco AlUla \| + 2' 14" \| \| \| 5. \| Gino Mäder \| Bahrain Victorious \| + 2' 56" \| \| \| 6. \| Neilson Powless \| EF Education-EasyPost \| + 3' 17" \| \| \| 7. \| Romain Bardet \| Team DSM \| + 3' 19" \| \| \| 8. \| Matteo Jorgenson \| Movistar Team \| + 3' 19" \| \| \| 9. \| Pavel Sivakov \| Ineos Grenadiers \| + 4' 05" \| \| \| 10. \| Jack Haig \| Bahrain Victorious \| + 4' 56" \| \| |                  |                       |             |
| |                  |                       |             |
| Källa: ProCyclingStats |                  |                       |             |
| Totaltävlingen |                  |                       |             |
| Cyklist | Cyklist          | Lag                   | Tid         |
| 1. | Tadej Pogačar    | UAE Team Emirates     | 24t 01' 38" |
| 2. | David Gaudu      | Groupama-FDJ          | + 53"       |
| 3. | Jonas Vingegaard | Jumbo-Visma           | + 1' 39"    |
| 4. | Simon Yates      | Team Jayco AlUla      | + 2' 14"    |
| 5. | Gino Mäder       | Bahrain Victorious    | + 2' 56"    |
| 6. | Neilson Powless  | EF Education-EasyPost | + 3' 17"    |
| 7. | Romain Bardet    | Team DSM              | + 3' 19"    |
| 8. | Matteo Jorgenson | Movistar Team         | + 3' 19"    |
| 9. | Pavel Sivakov    | Ineos Grenadiers      | + 4' 05"    |
| 10. | Jack Haig        | Bahrain Victorious    | + 4' 56"    |

### Övriga tävlingar
| Poängtävlingen | Poängtävlingen   | Poängtävlingen        | Poängtävlingen | Poängtävlingen |
| Cyklist        | Cyklist          | Lag                   | Poäng          |                |
| -------------- | ---------------- | --------------------- | -------------- | -------------- |
| 1.             | Tadej Pogačar    | UAE Team Emirates     | 65 poäng       |                |
| 2.             | David Gaudu      | Groupama-FDJ          | 41 poäng       |                |
| 3.             | Olav Kooij       | Jumbo-Visma           | 34 poäng       |                |
| 4.             | Jonas Vingegaard | Jumbo-Visma           | 26 poäng       |                |
| 5.             | Simon Yates      | Team Jayco AlUla      | 16 poäng       |                |
| 6.             | Gino Mäder       | Bahrain Victorious    | 15 poäng       |                |
| 7.             | Neilson Powless  | EF Education-EasyPost | 11 poäng       |                |
| 8.             | Romain Bardet    | Team DSM              | 11 poäng       |                |
| 9.             | Matteo Jorgenson | Movistar Team         | 9 poäng        |                |
| 10.            | Magnus Cort      | EF Education-EasyPost | 9 poäng        |                |

| Poängtävlingen | Poängtävlingen   | Poängtävlingen        | Poängtävlingen | Poängtävlingen |
| Cyklist        | Cyklist          | Lag                   | Poäng          |                |
| -------------- | ---------------- | --------------------- | -------------- | -------------- |
| 1.             | Tadej Pogačar    | UAE Team Emirates     | 65 poäng       |                |
| 2.             | David Gaudu      | Groupama-FDJ          | 41 poäng       |                |
| 3.             | Olav Kooij       | Jumbo-Visma           | 34 poäng       |                |
| 4.             | Jonas Vingegaard | Jumbo-Visma           | 26 poäng       |                |
| 5.             | Simon Yates      | Team Jayco AlUla      | 16 poäng       |                |
| 6.             | Gino Mäder       | Bahrain Victorious    | 15 poäng       |                |
| 7.             | Neilson Powless  | EF Education-EasyPost | 11 poäng       |                |
| 8.             | Romain Bardet    | Team DSM              | 11 poäng       |                |
| 9.             | Matteo Jorgenson | Movistar Team         | 9 poäng        |                |
| 10.            | Magnus Cort      | EF Education-EasyPost | 9 poäng        |                |

| Bergstävlingen | Bergstävlingen   | Bergstävlingen         | Bergstävlingen | Bergstävlingen |
| Cyklist        | Cyklist          | Lag                    | Poäng          |                |
| -------------- | ---------------- | ---------------------- | -------------- | -------------- |
| 1.             | Jonas Gregaard   | Uno-X Pro Cycling Team | 45 poäng       |                |
| 2.             | Tadej Pogačar    | UAE Team Emirates      | 32 poäng       |                |
| 3.             | David Gaudu      | Groupama-FDJ           | 15 poäng       |                |
| 4.             | Pascal Eenkhoorn | Lotto Dstny            | 11 poäng       |                |
| 5.             | Wout Poels       | Bahrain Victorious     | 10 poäng       |                |
| 6.             | David de la Cruz | Astana Qazaqstan Team  | 9 poäng        |                |
| 7.             | Sandy Dujardin   | TotalEnergies          | 8 poäng        |                |
| 8.             | Jonas Vingegaard | Jumbo-Visma            | 5 poäng        |                |
| 9.             | Oliver Naesen    | AG2R Citroën Team      | 5 poäng        |                |
| 10.            | Anders Skaarseth | Uno-X Pro Cycling Team | 5 poäng        |                |

| Bergstävlingen | Bergstävlingen   | Bergstävlingen         | Bergstävlingen | Bergstävlingen |
| Cyklist        | Cyklist          | Lag                    | Poäng          |                |
| -------------- | ---------------- | ---------------------- | -------------- | -------------- |
| 1.             | Jonas Gregaard   | Uno-X Pro Cycling Team | 45 poäng       |                |
| 2.             | Tadej Pogačar    | UAE Team Emirates      | 32 poäng       |                |
| 3.             | David Gaudu      | Groupama-FDJ           | 15 poäng       |                |
| 4.             | Pascal Eenkhoorn | Lotto Dstny            | 11 poäng       |                |
| 5.             | Wout Poels       | Bahrain Victorious     | 10 poäng       |                |
| 6.             | David de la Cruz | Astana Qazaqstan Team  | 9 poäng        |                |
| 7.             | Sandy Dujardin   | TotalEnergies          | 8 poäng        |                |
| 8.             | Jonas Vingegaard | Jumbo-Visma            | 5 poäng        |                |
| 9.             | Oliver Naesen    | AG2R Citroën Team      | 5 poäng        |                |
| 10.            | Anders Skaarseth | Uno-X Pro Cycling Team | 5 poäng        |                |

| Ungdomstävlingen | Ungdomstävlingen    | Ungdomstävlingen       | Ungdomstävlingen | Ungdomstävlingen |
| Cyklist          | Cyklist             | Lag                    | Tid              |                  |
| ---------------- | ------------------- | ---------------------- | ---------------- | ---------------- |
| 1.               | Tadej Pogačar       | UAE Team Emirates      | 24t 01' 38"      |                  |
| 2.               | Matteo Jorgenson    | Movistar Team          | + 3' 19"         |                  |
| 3.               | Kévin Vauquelin     | Arkéa-Samsic           | + 14' 52"        |                  |
| 4.               | Michel Ries         | Arkéa-Samsic           | + 35' 50"        |                  |
| 5.               | Anthon Charmig      | Uno-X Pro Cycling Team | + 41' 20"        |                  |
| 6.               | Kevin Vermaerke     | Team DSM               | + 43' 04"        |                  |
| 7.               | Clément Champoussin | Arkéa-Samsic           | + 43' 16"        |                  |
| 8.               | Matis Louvel        | Arkéa-Samsic           | + 51' 26"        |                  |
| 9.               | Matthew Dinham      | Team DSM               | + 51' 48"        |                  |
| 10.              | Brent Van Moer      | Lotto Dstny            | + 51' 48"        |                  |

| Ungdomstävlingen | Ungdomstävlingen    | Ungdomstävlingen       | Ungdomstävlingen | Ungdomstävlingen |
| Cyklist          | Cyklist             | Lag                    | Tid              |                  |
| ---------------- | ------------------- | ---------------------- | ---------------- | ---------------- |
| 1.               | Tadej Pogačar       | UAE Team Emirates      | 24t 01' 38"      |                  |
| 2.               | Matteo Jorgenson    | Movistar Team          | + 3' 19"         |                  |
| 3.               | Kévin Vauquelin     | Arkéa-Samsic           | + 14' 52"        |                  |
| 4.               | Michel Ries         | Arkéa-Samsic           | + 35' 50"        |                  |
| 5.               | Anthon Charmig      | Uno-X Pro Cycling Team | + 41' 20"        |                  |
| 6.               | Kevin Vermaerke     | Team DSM               | + 43' 04"        |                  |
| 7.               | Clément Champoussin | Arkéa-Samsic           | + 43' 16"        |                  |
| 8.               | Matis Louvel        | Arkéa-Samsic           | + 51' 26"        |                  |
| 9.               | Matthew Dinham      | Team DSM               | + 51' 48"        |                  |
| 10.              | Brent Van Moer      | Lotto Dstny            | + 51' 48"        |                  |

| Lagtävlingen | Lagtävlingen             | Lagtävlingen | Lagtävlingen |
| Lag          | Lag                      | Tid          |              |
| ------------ | ------------------------ | ------------ | ------------ |
| 1.           | Team Jayco AlUla         | 71t 18' 58"  |              |
| 2.           | Bahrain Victorious       | + 10' 12"    |              |
| 3.           | Groupama-FDJ             | + 16' 43"    |              |
| 4.           | AG2R Citroën Team        | + 20' 19"    |              |
| 5.           | Jumbo-Visma              | + 32' 09"    |              |
| 6.           | Ineos Grenadiers         | + 34' 02"    |              |
| 7.           | Movistar Team            | + 40' 51"    |              |
| 8.           | Intermarché-Circus-Wanty | + 48' 01"    |              |
| 9.           | Astana Qazaqstan Team    | + 49' 33"    |              |
| 10.          | Team DSM                 | + 51' 16"    |              |

| Lagtävlingen | Lagtävlingen             | Lagtävlingen | Lagtävlingen |
| Lag          | Lag                      | Tid          |              |
| ------------ | ------------------------ | ------------ | ------------ |
| 1.           | Team Jayco AlUla         | 71t 18' 58"  |              |
| 2.           | Bahrain Victorious       | + 10' 12"    |              |
| 3.           | Groupama-FDJ             | + 16' 43"    |              |
| 4.           | AG2R Citroën Team        | + 20' 19"    |              |
| 5.           | Jumbo-Visma              | + 32' 09"    |              |
| 6.           | Ineos Grenadiers         | + 34' 02"    |              |
| 7.           | Movistar Team            | + 40' 51"    |              |
| 8.           | Intermarché-Circus-Wanty | + 48' 01"    |              |
| 9.           | Astana Qazaqstan Team    | + 49' 33"    |              |
| 10.          | Team DSM                 | + 51' 16"    |              |

## Startlista
| Jumbo-Visma TJV | Jumbo-Visma TJV               | Jumbo-Visma TJV |
| --------------- | ----------------------------- | --------------- |
| #               | Cyklist                       | Placering       |
| 1               | Jonas Vingegaard (DEN)        | 3.              |
| 2               | Edoardo Affini (ITA)          | 94.             |
| 3               | Rohan Dennis (AUS)            | 85.             |
| 4               | Tobias Foss (NOR) (tempolopp) | 23.             |
| 5               | Olav Kooij (NED)              | 105.            |
| 6               | Jan Tratnik (SLO) (tempolopp) | 40.             |
| 7               | Nathan Van Hooydonck (BEL)    | 52.             |

| Team Jayco AlUla JAY | Team Jayco AlUla JAY   | Team Jayco AlUla JAY |
| -------------------- | ---------------------- | -------------------- |
| #                    | Cyklist                | Placering            |
| 11                   | Simon Yates (GBR)      | 4.                   |
| 12                   | Luke Durbridge (AUS)   | 80.                  |
| 13                   | Lucas Hamilton (AUS)   | 22.                  |
| 14                   | Chris Harper (AUS)     | 20.                  |
| 15                   | Michael Matthews (AUS) | DNF-7                |
| 16                   | Kelland O'Brien (AUS)  | 70.                  |
| 17                   | Matteo Sobrero (ITA)   | 29.                  |

| Ineos Grenadiers IGD | Ineos Grenadiers IGD   | Ineos Grenadiers IGD |
| -------------------- | ---------------------- | -------------------- |
| #                    | Cyklist                | Placering            |
| 21                   | Daniel Martínez (COL)  | 25.                  |
| 22                   | Omar Fraile (ESP)      | DNF-8                |
| 23                   | Jhonatan Narváez (ECU) | 43.                  |
| 24                   | Pavel Sivakov (FRA)    | 9.                   |
| 25                   | Connor Swift (GBR)     | 92.                  |
| 26                   | Ben Swift (GBR)        | 59.                  |
| 27                   | Josh Tarling (GBR)     | DNF-7                |

| UAE Team Emirates UAD | UAE Team Emirates UAD                              | UAE Team Emirates UAD |
| --------------------- | -------------------------------------------------- | --------------------- |
| #                     | Cyklist                                            | Placering             |
| 31                    | Tadej Pogačar (SLO)                                | 1.                    |
| 32                    | Rui Oliveira (POR)                                 | 93.                   |
| 33                    | Mikkel Bjerg (DEN)                                 | 68.                   |
| 34                    | Felix Großschartner (AUT) (landsväg och tempolopp) | 54.                   |
| 35                    | Domen Novak (SLO)                                  | 77.                   |
| 36                    | Matteo Trentin (ITA)                               | 95.                   |
| 37                    | Tim Wellens (BEL)                                  | 79.                   |

| Bora-Hansgrohe BOH | Bora-Hansgrohe BOH            | Bora-Hansgrohe BOH |
| ------------------ | ----------------------------- | ------------------ |
| #                  | Cyklist                       | Placering          |
| 41                 | Maximilian Schachmann (GER)   | DNS-7              |
| 42                 | Sam Bennett (IRL)             | DNS-7              |
| 43                 | Marco Haller (AUT)            | 71.                |
| 44                 | Bob Jungels (LUX) (tempolopp) | 19.                |
| 45                 | Ryan Mullen (IRL)             | 112.               |
| 46                 | Nils Politt (GER) (landsväg)  | 45.                |
| 47                 | Danny van Poppel (NED)        | DNF-8              |

| Team DSM DSM | Team DSM DSM          | Team DSM DSM |
| ------------ | --------------------- | ------------ |
| #            | Cyklist               | Placering    |
| 51           | Romain Bardet (FRA)   | 7.           |
| 52           | Pavel Bittner (CZE)   | 101.         |
| 53           | John Degenkolb (GER)  | 84.          |
| 54           | Matthew Dinham (AUS)  | 57.          |
| 55           | Nils Eekhoff (NED)    | 116.         |
| 56           | Chris Hamilton (AUS)  | 34.          |
| 57           | Kevin Vermaerke (USA) | 47.          |

| Groupama-FDJ GFC | Groupama-FDJ GFC          | Groupama-FDJ GFC |
| ---------------- | ------------------------- | ---------------- |
| #                | Cyklist                   | Placering        |
| 61               | David Gaudu (FRA)         | 2.               |
| 62               | Arnaud Démare (FRA)       | DNF-8            |
| 63               | Kevin Geniets (LUX)       | 26.              |
| 64               | Ignatas Konovalovas (LTU) | DNF-8            |
| 65               | Stefan Küng (SUI)         | 32.              |
| 66               | Rudy Molard (FRA)         | 17.              |
| 67               | Miles Scotson (AUS)       | DNF-8            |

| Bahrain Victorious TBV | Bahrain Victorious TBV | Bahrain Victorious TBV |
| ---------------------- | ---------------------- | ---------------------- |
| #                      | Cyklist                | Placering              |
| 71                     | Jack Haig (AUS)        | 10.                    |
| 72                     | Kamil Gradek (POL)     | 110.                   |
| 73                     | Filip Maciejuk (POL)   | 115.                   |
| 74                     | Gino Mäder (SUI)       | 5.                     |
| 75                     | Jonathan Milan (ITA)   | DNF-4                  |
| 76                     | Wout Poels (NED)       | 27.                    |
| 77                     | Fred Wright (GBR)      | 67.                    |

| Cofidis COF | Cofidis COF                   | Cofidis COF |
| ----------- | ----------------------------- | ----------- |
| #           | Cyklist                       | Placering   |
| 81          | Ion Izagirre (ESP)            | 21.         |
| 82          | Bryan Coquard (FRA)           | 90.         |
| 83          | Rubén Fernández Andújar (ESP) | DNF-7       |
| 84          | Simon Geschke (GER)           | 49.         |
| 85          | Alexis Renard (FRA)           | 97.         |
| 86          | Benjamin Thomas (FRA)         | DNF-4       |
| 87          | Max Walscheid (GER)           | DNS-5       |

| AG2R Citroën Team ACT | AG2R Citroën Team ACT        | AG2R Citroën Team ACT |
| --------------------- | ---------------------------- | --------------------- |
| #                     | Cyklist                      | Placering             |
| 91                    | Aurélien Paret-Peintre (FRA) | 11.                   |
| 92                    | Clément Berthet (FRA)        | 15.                   |
| 93                    | Mikaël Cherel (FRA)          | 66.                   |
| 94                    | Stan Dewulf (BEL)            | 51.                   |
| 95                    | Dorian Godon (FRA)           | 38.                   |
| 96                    | Oliver Naesen (BEL)          | 41.                   |
| 97                    | Lawrence Warbasse (USA)      | 36.                   |

| EF Education-EasyPost EFE | EF Education-EasyPost EFE | EF Education-EasyPost EFE |
| ------------------------- | ------------------------- | ------------------------- |
| #                         | Cyklist                   | Placering                 |
| 101                       | Neilson Powless (USA)     | 6.                        |
| 102                       | Stefan Bissegger (SUI)    | 72.                       |
| 103                       | Owain Doull (GBR)         | 63.                       |
| 104                       | Magnus Cort (DEN)         | 61.                       |
| 105                       | Andrea Piccolo (ITA)      | DNS-5                     |
| 106                       | Thomas Scully (NZL)       | 102.                      |
| 107                       | Marijn van den Berg (NED) | DNS-5                     |

| Arkéa-Samsic ARK | Arkéa-Samsic ARK          | Arkéa-Samsic ARK |
| ---------------- | ------------------------- | ---------------- |
| #                | Cyklist                   | Placering        |
| 111              | Kévin Vauquelin (FRA)     | 18.              |
| 112              | Clément Champoussin (FRA) | 48.              |
| 113              | David Dekker (NED)        | DNF-8            |
| 114              | Thibault Guernalec (FRA)  | 117.             |
| 115              | Matis Louvel (FRA)        | 56.              |
| 116              | Daniel McLay (GBR)        | DNF-7            |
| 117              | Michel Ries (LUX)         | 37.              |

| Movistar Team MOV | Movistar Team MOV         | Movistar Team MOV |
| ----------------- | ------------------------- | ----------------- |
| #                 | Cyklist                   | Placering         |
| 121               | Matteo Jorgenson (USA)    | 8.                |
| 122               | Imanol Erviti (ESP)       | 81.               |
| 123               | Iván García Cortina (ESP) | 64.               |
| 124               | Gorka Izagirre (ESP)      | 33.               |
| 125               | Mathias Norsgaard (DEN)   | 88.               |
| 126               | Max Kanter (GER)          | 106.              |
| 127               | Gregor Mühlberger (AUT)   | 31.               |

| Trek-Segafredo TFS | Trek-Segafredo TFS      | Trek-Segafredo TFS |
| ------------------ | ----------------------- | ------------------ |
| #                  | Cyklist                 | Placering          |
| 131                | Mattias Skjelmose (DEN) | DNF-7              |
| 132                | Julien Bernard (FRA)    | 39.                |
| 133                | Daan Hoole (NED)        | DNF-7              |
| 134                | Alex Kirsch (LUX)       | DNF-7              |
| 135                | Jacopo Mosca (ITA)      | 109.               |
| 136                | Mads Pedersen (DEN)     | DNF-7              |
| 137                | Otto Vergaerde (BEL)    | DNF-8              |

| Soudal Quick-Step SOQ | Soudal Quick-Step SOQ             | Soudal Quick-Step SOQ |
| --------------------- | --------------------------------- | --------------------- |
| #                     | Cyklist                           | Placering             |
| 141                   | Tim Merlier (BEL) (landsväg)      | DNS-8                 |
| 142                   | Kasper Asgreen (DEN)              | DNF-7                 |
| 143                   | Rémi Cavagna (FRA)                | 35.                   |
| 144                   | Tim Declercq (BEL)                | 73.                   |
| 145                   | Yves Lampaert (BEL)               | 50.                   |
| 146                   | Mauro Schmid (SUI)                | DNS-3                 |
| 147                   | Florian Sénéchal (FRA) (landsväg) | 83.                   |

| Lotto Dstny LTD | Lotto Dstny LTD                   | Lotto Dstny LTD |
| --------------- | --------------------------------- | --------------- |
| #               | Cyklist                           | Placering       |
| 151             | Arnaud De Lie (BEL)               | DNS-7           |
| 152             | Cedric Beullens (BEL)             | 82.             |
| 153             | Thomas De Gendt (BEL)             | DNF-7           |
| 154             | Pascal Eenkhoorn (NED) (landsväg) | 28.             |
| 155             | Jacopo Guarnieri (ITA)            | 98.             |
| 156             | Harry Sweeny (AUS)                | 62.             |
| 157             | Brent Van Moer (BEL)              | 58.             |

| TotalEnergies TEN | TotalEnergies TEN          | TotalEnergies TEN |
| ----------------- | -------------------------- | ----------------- |
| #                 | Cyklist                    | Placering         |
| 161               | Pierre-Roger Latour (FRA)  | 14.               |
| 162               | Edvald Boasson Hagen (NOR) | 42.               |
| 163               | Jérémy Cabot (FRA)         | 89.               |
| 164               | Sandy Dujardin (FRA)       | 75.               |
| 165               | Alan Jousseaume (FRA)      | 78.               |
| 166               | Paul Ourselin (FRA)        | 69.               |
| 167               | Anthony Turgis (FRA)       | 113.              |

| Alpecin-Deceuninck ADC | Alpecin-Deceuninck ADC     | Alpecin-Deceuninck ADC |
| ---------------------- | -------------------------- | ---------------------- |
| #                      | Cyklist                    | Placering              |
| 171                    | Søren Kragh Andersen (DEN) | 44.                    |
| 172                    | Maurice Ballerstedt (GER)  | DNF-7                  |
| 173                    | Kaden Groves (AUS)         | 91.                    |
| 174                    | Senne Leysen (BEL)         | 111.                   |
| 175                    | Jason Osborne (GER)        | DNS-8                  |
| 176                    | Edward Planckaert (BEL)    | 99.                    |
| 177                    | Lionel Taminiaux (BEL)     | 107.                   |

| Intermarché-Circus-Wanty ICW | Intermarché-Circus-Wanty ICW | Intermarché-Circus-Wanty ICW |
| ---------------------------- | ---------------------------- | ---------------------------- |
| #                            | Cyklist                      | Placering                    |
| 181                          | Lilian Calmejane (FRA)       | 16.                          |
| 182                          | Aimé De Gendt (BEL)          | 86.                          |
| 183                          | Kobe Goossens (BEL)          | 13.                          |
| 184                          | Arne Marit (BEL)             | 96.                          |
| 185                          | Hugo Page (FRA)              | 103.                         |
| 186                          | Baptiste Planckaert (BEL)    | 87.                          |
| 187                          | Taco van der Hoorn (NED)     | 104.                         |

| Astana Qazaqstan Team AST | Astana Qazaqstan Team AST | Astana Qazaqstan Team AST |
| ------------------------- | ------------------------- | ------------------------- |
| #                         | Cyklist                   | Placering                 |
| 191                       | Luis León Sánchez (ESP)   | 24.                       |
| 192                       | Cees Bol (NED)            | DNF-8                     |
| 193                       | David de la Cruz (ESP)    | 12.                       |
| 194                       | Dmitriy Gruzdev (KAZ)     | 114.                      |
| 195                       | Davide Martinelli (ITA)   | DNF-7                     |
| 196                       | Vadim Pronskiy (KAZ)      | 100.                      |
| 197                       | Javier Romo (ESP)         | 60.                       |

| Israel-Premier Tech IPT | Israel-Premier Tech IPT | Israel-Premier Tech IPT |
| ----------------------- | ----------------------- | ----------------------- |
| #                       | Cyklist                 | Placering               |
| 201                     | Hugo Houle (CAN)        | 30.                     |
| 202                     | Sebastian Berwick (AUS) | DNF-7                   |
| 203                     | Taj Jones (AUS)         | DNS-7                   |
| 204                     | Guy Sagiv (ISR)         | DNS-7                   |
| 205                     | Nick Schultz (AUS)      | 53.                     |
| 206                     | Tom Van Asbroeck (BEL)  | DNS-7                   |
| 207                     | Stephen Williams (GBR)  | DNF-7                   |

| Uno-X Pro Cycling Team UXT | Uno-X Pro Cycling Team UXT            | Uno-X Pro Cycling Team UXT |
| -------------------------- | ------------------------------------- | -------------------------- |
| #                          | Cyklist                               | Placering                  |
| 211                        | Alexander Kristoff (NOR)              | 108.                       |
| 212                        | Anthon Charmig (DEN)                  | 46.                        |
| 213                        | Erik Nordsæter Resell (NOR)           | 74.                        |
| 214                        | Anders Skaarseth (NOR)                | 65.                        |
| 215                        | Rasmus Fossum Tiller (NOR) (landsväg) | 55.                        |
| 216                        | Søren Wærenskjold (NOR)               | DNF-7                      |
| 217                        | Jonas Gregaard (DEN)                  | 76.                        |

| Jumbo-Visma TJV | Jumbo-Visma TJV               | Jumbo-Visma TJV |
| --------------- | ----------------------------- | --------------- |
| #               | Cyklist                       | Placering       |
| 1               | Jonas Vingegaard (DEN)        | 3.              |
| 2               | Edoardo Affini (ITA)          | 94.             |
| 3               | Rohan Dennis (AUS)            | 85.             |
| 4               | Tobias Foss (NOR) (tempolopp) | 23.             |
| 5               | Olav Kooij (NED)              | 105.            |
| 6               | Jan Tratnik (SLO) (tempolopp) | 40.             |
| 7               | Nathan Van Hooydonck (BEL)    | 52.             |

| Team Jayco AlUla JAY | Team Jayco AlUla JAY   | Team Jayco AlUla JAY |
| -------------------- | ---------------------- | -------------------- |
| #                    | Cyklist                | Placering            |
| 11                   | Simon Yates (GBR)      | 4.                   |
| 12                   | Luke Durbridge (AUS)   | 80.                  |
| 13                   | Lucas Hamilton (AUS)   | 22.                  |
| 14                   | Chris Harper (AUS)     | 20.                  |
| 15                   | Michael Matthews (AUS) | DNF-7                |
| 16                   | Kelland O'Brien (AUS)  | 70.                  |
| 17                   | Matteo Sobrero (ITA)   | 29.                  |

| Ineos Grenadiers IGD | Ineos Grenadiers IGD   | Ineos Grenadiers IGD |
| -------------------- | ---------------------- | -------------------- |
| #                    | Cyklist                | Placering            |
| 21                   | Daniel Martínez (COL)  | 25.                  |
| 22                   | Omar Fraile (ESP)      | DNF-8                |
| 23                   | Jhonatan Narváez (ECU) | 43.                  |
| 24                   | Pavel Sivakov (FRA)    | 9.                   |
| 25                   | Connor Swift (GBR)     | 92.                  |
| 26                   | Ben Swift (GBR)        | 59.                  |
| 27                   | Josh Tarling (GBR)     | DNF-7                |

| UAE Team Emirates UAD | UAE Team Emirates UAD                              | UAE Team Emirates UAD |
| --------------------- | -------------------------------------------------- | --------------------- |
| #                     | Cyklist                                            | Placering             |
| 31                    | Tadej Pogačar (SLO)                                | 1.                    |
| 32                    | Rui Oliveira (POR)                                 | 93.                   |
| 33                    | Mikkel Bjerg (DEN)                                 | 68.                   |
| 34                    | Felix Großschartner (AUT) (landsväg och tempolopp) | 54.                   |
| 35                    | Domen Novak (SLO)                                  | 77.                   |
| 36                    | Matteo Trentin (ITA)                               | 95.                   |
| 37                    | Tim Wellens (BEL)                                  | 79.                   |

| Bora-Hansgrohe BOH | Bora-Hansgrohe BOH            | Bora-Hansgrohe BOH |
| ------------------ | ----------------------------- | ------------------ |
| #                  | Cyklist                       | Placering          |
| 41                 | Maximilian Schachmann (GER)   | DNS-7              |
| 42                 | Sam Bennett (IRL)             | DNS-7              |
| 43                 | Marco Haller (AUT)            | 71.                |
| 44                 | Bob Jungels (LUX) (tempolopp) | 19.                |
| 45                 | Ryan Mullen (IRL)             | 112.               |
| 46                 | Nils Politt (GER) (landsväg)  | 45.                |
| 47                 | Danny van Poppel (NED)        | DNF-8              |

| Team DSM DSM | Team DSM DSM          | Team DSM DSM |
| ------------ | --------------------- | ------------ |
| #            | Cyklist               | Placering    |
| 51           | Romain Bardet (FRA)   | 7.           |
| 52           | Pavel Bittner (CZE)   | 101.         |
| 53           | John Degenkolb (GER)  | 84.          |
| 54           | Matthew Dinham (AUS)  | 57.          |
| 55           | Nils Eekhoff (NED)    | 116.         |
| 56           | Chris Hamilton (AUS)  | 34.          |
| 57           | Kevin Vermaerke (USA) | 47.          |

| Groupama-FDJ GFC | Groupama-FDJ GFC          | Groupama-FDJ GFC |
| ---------------- | ------------------------- | ---------------- |
| #                | Cyklist                   | Placering        |
| 61               | David Gaudu (FRA)         | 2.               |
| 62               | Arnaud Démare (FRA)       | DNF-8            |
| 63               | Kevin Geniets (LUX)       | 26.              |
| 64               | Ignatas Konovalovas (LTU) | DNF-8            |
| 65               | Stefan Küng (SUI)         | 32.              |
| 66               | Rudy Molard (FRA)         | 17.              |
| 67               | Miles Scotson (AUS)       | DNF-8            |

| Bahrain Victorious TBV | Bahrain Victorious TBV | Bahrain Victorious TBV |
| ---------------------- | ---------------------- | ---------------------- |
| #                      | Cyklist                | Placering              |
| 71                     | Jack Haig (AUS)        | 10.                    |
| 72                     | Kamil Gradek (POL)     | 110.                   |
| 73                     | Filip Maciejuk (POL)   | 115.                   |
| 74                     | Gino Mäder (SUI)       | 5.                     |
| 75                     | Jonathan Milan (ITA)   | DNF-4                  |
| 76                     | Wout Poels (NED)       | 27.                    |
| 77                     | Fred Wright (GBR)      | 67.                    |

| Cofidis COF | Cofidis COF                   | Cofidis COF |
| ----------- | ----------------------------- | ----------- |
| #           | Cyklist                       | Placering   |
| 81          | Ion Izagirre (ESP)            | 21.         |
| 82          | Bryan Coquard (FRA)           | 90.         |
| 83          | Rubén Fernández Andújar (ESP) | DNF-7       |
| 84          | Simon Geschke (GER)           | 49.         |
| 85          | Alexis Renard (FRA)           | 97.         |
| 86          | Benjamin Thomas (FRA)         | DNF-4       |
| 87          | Max Walscheid (GER)           | DNS-5       |

| AG2R Citroën Team ACT | AG2R Citroën Team ACT        | AG2R Citroën Team ACT |
| --------------------- | ---------------------------- | --------------------- |
| #                     | Cyklist                      | Placering             |
| 91                    | Aurélien Paret-Peintre (FRA) | 11.                   |
| 92                    | Clément Berthet (FRA)        | 15.                   |
| 93                    | Mikaël Cherel (FRA)          | 66.                   |
| 94                    | Stan Dewulf (BEL)            | 51.                   |
| 95                    | Dorian Godon (FRA)           | 38.                   |
| 96                    | Oliver Naesen (BEL)          | 41.                   |
| 97                    | Lawrence Warbasse (USA)      | 36.                   |

| EF Education-EasyPost EFE | EF Education-EasyPost EFE | EF Education-EasyPost EFE |
| ------------------------- | ------------------------- | ------------------------- |
| #                         | Cyklist                   | Placering                 |
| 101                       | Neilson Powless (USA)     | 6.                        |
| 102                       | Stefan Bissegger (SUI)    | 72.                       |
| 103                       | Owain Doull (GBR)         | 63.                       |
| 104                       | Magnus Cort (DEN)         | 61.                       |
| 105                       | Andrea Piccolo (ITA)      | DNS-5                     |
| 106                       | Thomas Scully (NZL)       | 102.                      |
| 107                       | Marijn van den Berg (NED) | DNS-5                     |

| Arkéa-Samsic ARK | Arkéa-Samsic ARK          | Arkéa-Samsic ARK |
| ---------------- | ------------------------- | ---------------- |
| #                | Cyklist                   | Placering        |
| 111              | Kévin Vauquelin (FRA)     | 18.              |
| 112              | Clément Champoussin (FRA) | 48.              |
| 113              | David Dekker (NED)        | DNF-8            |
| 114              | Thibault Guernalec (FRA)  | 117.             |
| 115              | Matis Louvel (FRA)        | 56.              |
| 116              | Daniel McLay (GBR)        | DNF-7            |
| 117              | Michel Ries (LUX)         | 37.              |

| Movistar Team MOV | Movistar Team MOV         | Movistar Team MOV |
| ----------------- | ------------------------- | ----------------- |
| #                 | Cyklist                   | Placering         |
| 121               | Matteo Jorgenson (USA)    | 8.                |
| 122               | Imanol Erviti (ESP)       | 81.               |
| 123               | Iván García Cortina (ESP) | 64.               |
| 124               | Gorka Izagirre (ESP)      | 33.               |
| 125               | Mathias Norsgaard (DEN)   | 88.               |
| 126               | Max Kanter (GER)          | 106.              |
| 127               | Gregor Mühlberger (AUT)   | 31.               |

| Trek-Segafredo TFS | Trek-Segafredo TFS      | Trek-Segafredo TFS |
| ------------------ | ----------------------- | ------------------ |
| #                  | Cyklist                 | Placering          |
| 131                | Mattias Skjelmose (DEN) | DNF-7              |
| 132                | Julien Bernard (FRA)    | 39.                |
| 133                | Daan Hoole (NED)        | DNF-7              |
| 134                | Alex Kirsch (LUX)       | DNF-7              |
| 135                | Jacopo Mosca (ITA)      | 109.               |
| 136                | Mads Pedersen (DEN)     | DNF-7              |
| 137                | Otto Vergaerde (BEL)    | DNF-8              |

| Soudal Quick-Step SOQ | Soudal Quick-Step SOQ             | Soudal Quick-Step SOQ |
| --------------------- | --------------------------------- | --------------------- |
| #                     | Cyklist                           | Placering             |
| 141                   | Tim Merlier (BEL) (landsväg)      | DNS-8                 |
| 142                   | Kasper Asgreen (DEN)              | DNF-7                 |
| 143                   | Rémi Cavagna (FRA)                | 35.                   |
| 144                   | Tim Declercq (BEL)                | 73.                   |
| 145                   | Yves Lampaert (BEL)               | 50.                   |
| 146                   | Mauro Schmid (SUI)                | DNS-3                 |
| 147                   | Florian Sénéchal (FRA) (landsväg) | 83.                   |

| Lotto Dstny LTD | Lotto Dstny LTD                   | Lotto Dstny LTD |
| --------------- | --------------------------------- | --------------- |
| #               | Cyklist                           | Placering       |
| 151             | Arnaud De Lie (BEL)               | DNS-7           |
| 152             | Cedric Beullens (BEL)             | 82.             |
| 153             | Thomas De Gendt (BEL)             | DNF-7           |
| 154             | Pascal Eenkhoorn (NED) (landsväg) | 28.             |
| 155             | Jacopo Guarnieri (ITA)            | 98.             |
| 156             | Harry Sweeny (AUS)                | 62.             |
| 157             | Brent Van Moer (BEL)              | 58.             |

| TotalEnergies TEN | TotalEnergies TEN          | TotalEnergies TEN |
| ----------------- | -------------------------- | ----------------- |
| #                 | Cyklist                    | Placering         |
| 161               | Pierre-Roger Latour (FRA)  | 14.               |
| 162               | Edvald Boasson Hagen (NOR) | 42.               |
| 163               | Jérémy Cabot (FRA)         | 89.               |
| 164               | Sandy Dujardin (FRA)       | 75.               |
| 165               | Alan Jousseaume (FRA)      | 78.               |
| 166               | Paul Ourselin (FRA)        | 69.               |
| 167               | Anthony Turgis (FRA)       | 113.              |

| Alpecin-Deceuninck ADC | Alpecin-Deceuninck ADC     | Alpecin-Deceuninck ADC |
| ---------------------- | -------------------------- | ---------------------- |
| #                      | Cyklist                    | Placering              |
| 171                    | Søren Kragh Andersen (DEN) | 44.                    |
| 172                    | Maurice Ballerstedt (GER)  | DNF-7                  |
| 173                    | Kaden Groves (AUS)         | 91.                    |
| 174                    | Senne Leysen (BEL)         | 111.                   |
| 175                    | Jason Osborne (GER)        | DNS-8                  |
| 176                    | Edward Planckaert (BEL)    | 99.                    |
| 177                    | Lionel Taminiaux (BEL)     | 107.                   |

| Intermarché-Circus-Wanty ICW | Intermarché-Circus-Wanty ICW | Intermarché-Circus-Wanty ICW |
| ---------------------------- | ---------------------------- | ---------------------------- |
| #                            | Cyklist                      | Placering                    |
| 181                          | Lilian Calmejane (FRA)       | 16.                          |
| 182                          | Aimé De Gendt (BEL)          | 86.                          |
| 183                          | Kobe Goossens (BEL)          | 13.                          |
| 184                          | Arne Marit (BEL)             | 96.                          |
| 185                          | Hugo Page (FRA)              | 103.                         |
| 186                          | Baptiste Planckaert (BEL)    | 87.                          |
| 187                          | Taco van der Hoorn (NED)     | 104.                         |

| Astana Qazaqstan Team AST | Astana Qazaqstan Team AST | Astana Qazaqstan Team AST |
| ------------------------- | ------------------------- | ------------------------- |
| #                         | Cyklist                   | Placering                 |
| 191                       | Luis León Sánchez (ESP)   | 24.                       |
| 192                       | Cees Bol (NED)            | DNF-8                     |
| 193                       | David de la Cruz (ESP)    | 12.                       |
| 194                       | Dmitriy Gruzdev (KAZ)     | 114.                      |
| 195                       | Davide Martinelli (ITA)   | DNF-7                     |
| 196                       | Vadim Pronskiy (KAZ)      | 100.                      |
| 197                       | Javier Romo (ESP)         | 60.                       |

| Israel-Premier Tech IPT | Israel-Premier Tech IPT | Israel-Premier Tech IPT |
| ----------------------- | ----------------------- | ----------------------- |
| #                       | Cyklist                 | Placering               |
| 201                     | Hugo Houle (CAN)        | 30.                     |
| 202                     | Sebastian Berwick (AUS) | DNF-7                   |
| 203                     | Taj Jones (AUS)         | DNS-7                   |
| 204                     | Guy Sagiv (ISR)         | DNS-7                   |
| 205                     | Nick Schultz (AUS)      | 53.                     |
| 206                     | Tom Van Asbroeck (BEL)  | DNS-7                   |
| 207                     | Stephen Williams (GBR)  | DNF-7                   |

| Uno-X Pro Cycling Team UXT | Uno-X Pro Cycling Team UXT            | Uno-X Pro Cycling Team UXT |
| -------------------------- | ------------------------------------- | -------------------------- |
| #                          | Cyklist                               | Placering                  |
| 211                        | Alexander Kristoff (NOR)              | 108.                       |
| 212                        | Anthon Charmig (DEN)                  | 46.                        |
| 213                        | Erik Nordsæter Resell (NOR)           | 74.                        |
| 214                        | Anders Skaarseth (NOR)                | 65.                        |
| 215                        | Rasmus Fossum Tiller (NOR) (landsväg) | 55.                        |
| 216                        | Søren Wærenskjold (NOR)               | DNF-7                      |
| 217                        | Jonas Gregaard (DEN)                  | 76.                        |

Förklaringar
DNF = Fullföljde inte, OTL = Utanför tidsgränsen, DNS = Startade inte, DSQ = Diskvalificerad